# Casa del Poeta Cabanyes
|  | Aquest article tracta sobre la casa del Poeta Cabanyes. Si cerqueu la masia de la família Cabanyes també a Vilanova i la Geltrú, vegeu «Masia d'en Cabanyes». |

La Casa del Poeta Cabanyes és un monument del municipi de Vilanova i la Geltrú (Garraf) protegit com a bé cultural d'interès local.

## Descripció
Edifici entre mitgeres situat al nucli antic de Vilanova. Fa cantonada. És de planta baixa, dos pisos i golfes, amb coberta a dos vessants i terrat central. A la planta baixa hi ha el portal d'accés i diverses obertures d'arc rebaixat. Al primer pis hi ha balcons d'obertura rectangular amb barana de ferro, balcó corregut fent cantonada i tribuna d'estructura de fusta a la façana de la plaça. El segon pis presenta balcons més petits i les golfes tenen obertures ovals. L'edifici es corona amb una cornisa. Cal remarcar la conservació de part de la decoració interna, com les pintures de parets i sostres de les sales principals, que combinen els motius ornamentals i els figuratius de temàtica mitològica.

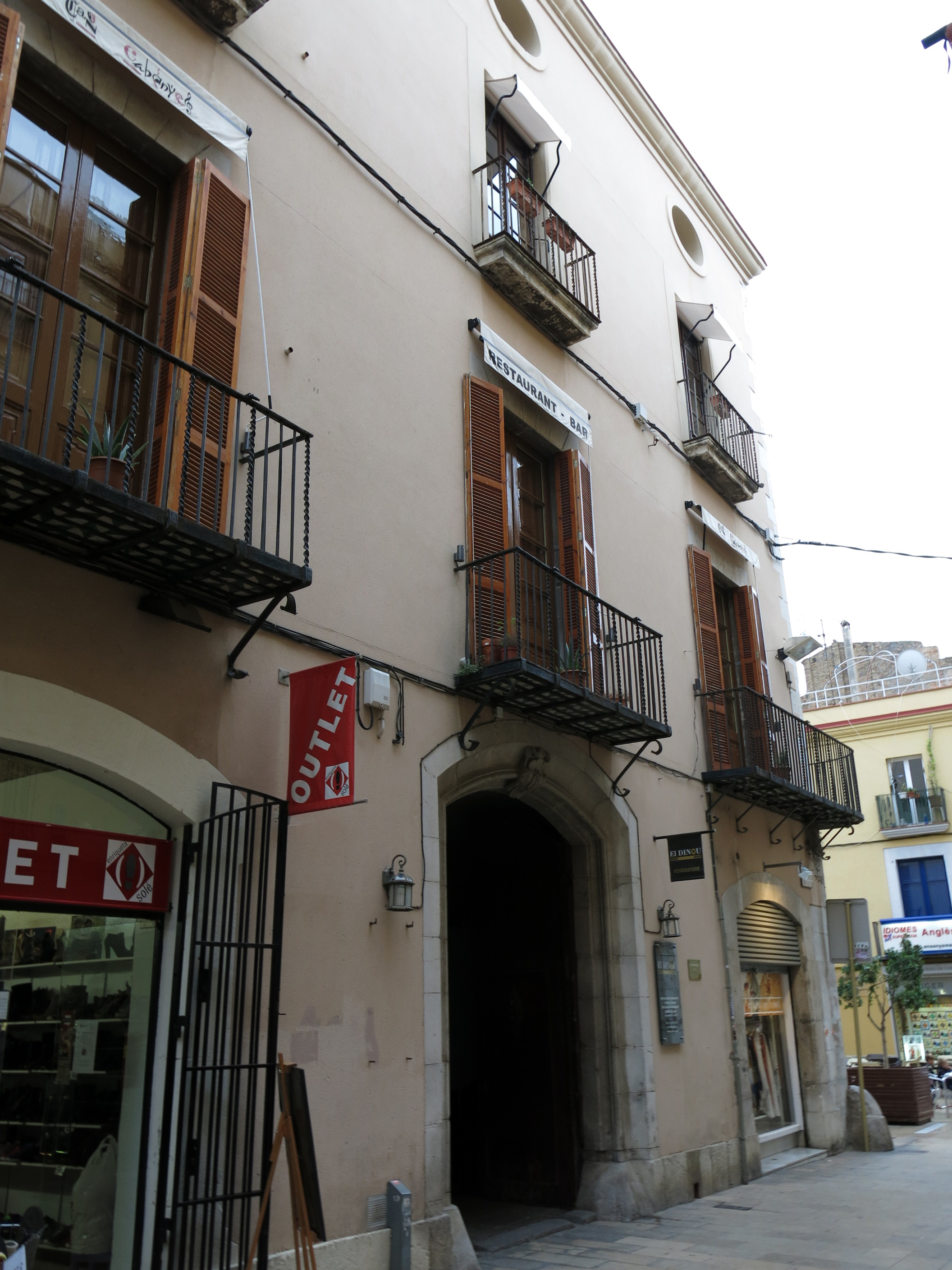
Entada de la Casa Cabanyes

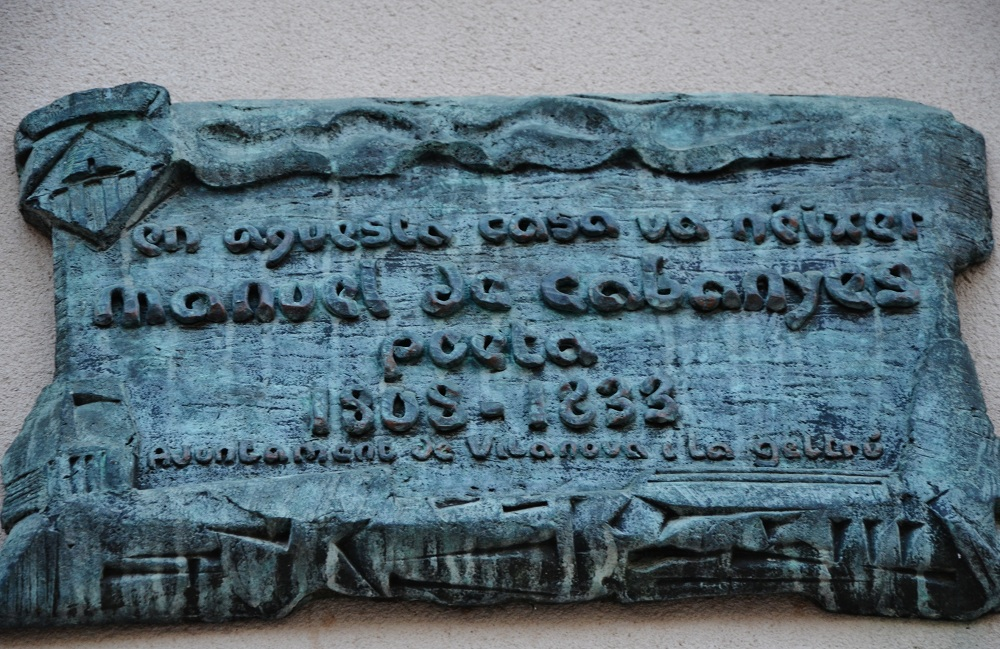

Les inicials L. C que hi ha al portal d'entrada fan suposar que fou Llorenç de Cabanyes i Fuster, pare del poeta Manuel de Cabanyes, qui ordenà la construcció d'aquesta casa. Segons s'explica a una làpida situada a la façana, aquí va néixer el poeta vilanoví l'any 1808. De 1932 data el projecte de reforma per obrir uns portals a la part de la planta baixa de la plaça de les Cols. La sol·licitud la va fer Roser Santacana, vídua de Cabanyes, i va encarregar-se de les obres l'arquitecte Antoni Pons i Domínguez.
A principis de segle xix, el pintor Pau Rigalt, establert a Vilanova durant la Guerra del Francès, va intervenir en la decoració de Can Cabanyes.